# 裂褶菌
裂褶菌（學名：Schizophyllum commune）是裂褶菌屬的一種真菌，為該屬的模式種，在世界各地均有分布，常生長於腐木上，可能是造成木材腐爛的一種木腐真菌。本種的蕈傘較小，直徑為1—4公分，帶有白色或灰色的小毛，呈疊狀生長，不具有蕈柄；蕈褶外形為本種名稱來源，自中央呈輻射狀分割，顏色為白色至奶黃色，在乾燥時會破裂。疏水蛋白最早即為自裂褶菌中分離。
裂褶菌可能為一複合種，包含許多分布範圍較小、尚未被拆分出來的隱存種。本種的基因組已於2010年被完整定序。
裂褶菌可食與否尚具爭議，因其體積過小且韌性太強，有學者認為其不適合食用。但墨西哥與馬來西亞等熱帶地區常有食用本種的紀錄，可能是因軟質的真菌在炎熱、潮濕的地方太易腐爛而難以販售，因而當地更傾向食用裂褶菌等韌性強的蕈類。
裂褶菌也有感染人類肺部與鼻竇而致病的紀錄。